# Wissem Hmam
Wissem Hmam (ur. 21 kwietnia 1981 w Menzel Temime) – tunezyjski piłkarz ręczny, reprezentant kraju, rozgrywający. Obecnie występuje we francuskiej Division 1, w drużynie Montpellier Agglomération Handball.

## Sukcesy
- Mistrzostwo Tunezji:
  -  2003, 2004, 2005
- Mistrzostwo Francji:
  -  2006, 2008, 2009, 2010
- Puchar Tunezji:
  -  2003, 2005
- Puchar Francji:
  -  2006, 2008, 2009

## Nagrody indywidualne
- 2005: król strzelców Mistrzostw Świata (81 bramek)
- 2005: najlepszy lewy rozgrywający Mistrzostw Świata